# العطارين
حي العطارين هو أحد أحياء الإسكندرية الشعبية القديمة، يقع ضمن نطاق حي وسط الإسكندرية.

## التسمية
سمي الحي بهذا الاسم لوجود سوق (العطارين) بوسط الإسكندرية عندما كانت مركزا تجاريا مهما، واشتهرت بتجارة التوابل، خاصة في ظل الفتح الإسلامي لمصر، وكانت سوق العطارين مشهورة بالتوابل والعطور، بل اعتبرت من أشهر أسواق العطارة في العالم.
وبمرور الزمن، اختفت دكاكين العطّارين وظهرت محال بيع الأنتيكات والأثاث القديم والجديد في عقد الخمسينات من القرن الماضي، التي قامت على بيع ممتلكات الأجانب الذين غادروا المدينة، ويعود بعضها إلى العصر النابليوني. هذا، وقد حظيت محال التحف والأنتيكات في العطارين بشهرة عالمية، فيأتي إليها المنقبون من كل البلاد بحثا عن قطعة نادرة أو لوحة فنية أصلية، ومن أشهر زوار هذه المحال الملكة صوفيا، ملكة إسبانيا (اليونانية الأصل والمولد)، التي تربت في الإسكندرية، وكذلك الفنانة العالمية الراحلة داليدا.

## النشاط التجاري
كذلك تعد سوق العطّارين حاليا من أهم الأسواق الشعبية بالإسكندرية وتقع في شارع العطّارين على مقربة من المسرح الروماني. وتعتبر «بياصة الشوام» من أهم المناطق المميزة لحي العطّارين، و«البياصة» باللهجة الإسكندرانية كلمة محرّفة عن كلمة «لا بياتزا» la piazza الإيطالية التي تعني «الميدان» أو «الساحة»، وأشهر المحال فيها مطعم «ملك السمّان» لصاحبه اللبناني الأصل إلياس والان يمتلكه شخص مصري يدعى محمد السمرة، وهو المطعم الوحيد بالإسكندرية الذي يشتهر بتقديم السمّان المشوي اللذيذ بخلطة الزعتر، كما يشتهر المطعم ببعض الأصناف الأخرى من الطيور.
كما يوجد بها مخبز اثينا وهو مخبز وحلواني كان لرجل يوناني تم افتتاحه عام 1936 ثم أصبح ملكا لعائلة الخولي بعد رحيل كثير من اليونانيون، ويعد هذا المحل علامة في لهذة المنطقة.

## أهم الشوارع

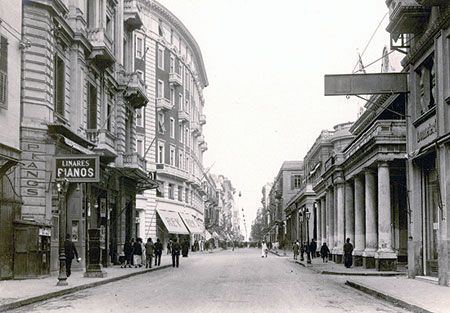
صورة قديمة لحي العطارين احد اقدم احياء الإسكندرية

من أشهر شوارع الحي، شارع الخديوي المؤدي إلى ميناء الإسكندرية، وشوارع السمعاني والوداد والفولي. كذلك يشتهر الحي بوجود ورشات لإصلاح مختلف أنواع السيارات في شارع صلاح الدين.